# Devil's Trap (episodio de Supernatural)
"La Trampa del Diablo" es el vigésimo segundo episodio de la primera temporada del drama televisivo paranormal Supernatural. Es el final de temporada, y fue transmitido por primera vez en el canal The WB el 4 de mayo de 2006. La narración sigue con los protagonistas de la serie Sam (Jared Padalecki) y Dean Winchester (Jensen Ackles), mientras están en la búsqueda de su padre desaparecido (Jeffrey Dean Morgan), que ha sido secuestrado por los demonios.
La narración sigue protagonistas serie Sam (Jared Padalecki) y Dean Winchester (Jensen Ackles), ya que la búsqueda de su padre desaparecido (Jeffrey Dean Morgan), que ha sido secuestrado por los demonios.
Escrito por el creador de la serie Eric Kripke y dirigida por Kim Manners, el episodio aparece con una imagen final con Nicki Aycox de villano recurrente con Meg Masters, y también introdujo a Jim Beaver como cazador a Bobby Singer. Con la apretada agenda de Morgan que afectaban los episodios de la historia, y la escena final-que pone en movimiento los acontecimientos que condujeron a la muerte de su personaje en el siguiente episodio-que participan de las más duras secuencias de efectos especiales de la serie.

## Argumento
Tratando de localizar a su padre, Dean llama a John por teléfono. Meg Masters - la chica poseída - atiende el teléfono, y se burla de que su padre ha sido capturado. Para determinar un plan de acción, los hermanos van a un amigo de familia y viejo cazador llamado Bobby Singer (Jim Beaver) por ayuda. De todas maneras, Meg los sigue y ataca, pero es rápidamente atrapada entre un místico símbolo conocido como "la trampa del diablo" que los Winchesters y Bobby habían pintado en el techo; haciendo que los demonios se vuelvan inmóviles y sin poder. Bobby le informa a los Winchesters que Meg es una chica inocente que fue poseída por un demonio, así que comienzan con un exorcismo. Dean le promete detenerse sí ella revela la localización de su padre, y ella cede, diciendo que está en Jefferson City. A pesar de la advertencia de Bobby que Meg podría morir a causa de las lesiones anteriormente causadas por el demonio en su cuerpo, Dean insiste que acabarán con ello, ya que sería mejor que permitir que el demonio siga usando el cuerpo de la chica. Después que el demonio es enviado al Infierno, una Meg moribunda le da las gracias por liberarla. Con sus últimas fuerzas, ella les advierte que los demonios están tendiendo una trampa para ellos, y dice, "A orillas del río. Sunrise," antes de morir.
Esto lleva a los hermanos a orillas del río en los Apartamentos Sunrise en Jefferson City, Misuri. Los chicos logran dominar al os demonios que protegían a John, y lo rescata. De todas maneras, son atacados por el hermano demoníaco de Meg, Tom, y Dean es obligado a matarlo con una de las tres balas restantes de la Colt - una pistola mística hecha para matar cualquier cosa. Cuando los Winchesters más tarde encuentran un refugio en una cabaña aislada, Azazel se revela estar poseyendo a John. Dean, mientras está siendo torturado por el demonio, le ruega a su padre para liberarse y salvarlo. John es capaz de temporalmente tomar el control, y luego le ruega a Sam que use la Colt para matar a Azazel. No siendo capaz de matar a su padre, Sam le dispara en la pierna, causando a Azazel volar seguro. Los Winchesters se apuran hacia el hospital, pero su auto es estrellado por un camión semirremolque conducido por un chofer de camión poseído.

## Producción

### Personajes invitados
El actor Jeffrey Dean Morgan retrató doble función para el episodio. Regresó como un patriarca John Winchester, y fue también el primero en manifestar al demonio Azazel-el personaje previamente había sido descrito solo en silueta. Morgan se dio rienda suelta sobre los rasgos de este último, solo se dirige a "ser diferente de John". Cambió su voz y modeló un patrón en el discurso de Azazel después como en las escenas de "The Shining" de Jack Nicholson cuando todo "se vuelve loco". Esta "cualidad de Nicholson" continúa más tarde en las representaciones posteriores del demonio.
El cazador y aliado de los Winchester Bobby Singer hace su debut, y es interpretado por Jim Beaver. Beaver previamente había trabajado con el productor Robert Singer en la serie de televisión Reasonable Doubts, y Singer le dio un papel sin ni siquiera ver su cinta de audición. El episodio también incluye una aparición final de la demonio Meg Masters interpretada por Nicki Aycox. El director Kim Manners se lamentó en dejarla ir, ya que él sentía que Meg tenía potencial para convertirse en un enemigo "grande" para los Winchesters.

## Escritura
El personal luchó durante todo el proceso de escritura en decidir que Winchester sería secuestrado y poseído, y se vieron obligados a revisar el guion varias veces para reflejar la última elección. Por el papel de Jeffrey Dean Morgan en Grey's Anatomy, los escritores se dieron cuenta de que no estaría disponible lo suficiente para estar enfocado en el episodio. Así, se decidió más tarde que John sea el que sea capturado. Con esto finalizado, Kripke resultó bastante fácil escribir el episodio; él ya sabía que los elementos del episodio sería el exorcismo del demonio poseído Meg, la muerte de la Meg real, y el rescate aparente de John Winchester. Kripke sintió que tenía que ser John quién fuera poseído por Azazel, ya que unía y completaba las dos tramas principales de la temporada en la investigación de su padre y seguir al demonio y lo hizo encontrando dos personajes en un cuerpo. Le parecía un "accidente feliz" de poder presentar a los hermanos con la oportunidad de finalmente matar al demonio, pero a costa de la vida de su padre.
Los escritores creyeron que la separación de John y sus hijos a través de la temporada era "dividir el show" teniéndolo alejado "hacían las cosas más interesantes que lo que hacían los chicos," con Kripke también da la sensación de que John estaba manteniendo a Sam y a Dean lejos de "las líneas frontales." Su muerte fue necesaria para permitir a los hermanos a "explorar, investigar y confrontar al demonio de los ojos amarillos directamente". Los escritores originalmente previeron matar a Joun al final del episodio, con Sam y Dean sobreviviendo al choque pero con John muriendo en sus brazos. Su muerte, de todas maneras, fue retrasada a la segunda temporada, porque los escritores consideraron que era demasiado oscuro matar a John después de todo lo que habían hecho los hermanos en "la trampa del Diablo."

## Filmación
El principal rodaje tuvo lugar en Vancouver, Columbia Británica, con la escena del accidente que se filmó en un espacio antiguo con caminos planos. De todas formas, otras secuencias de teclas se produjo en el estudio. Debido a la pelea entre los Winchesters y Azazel en el momento culminante fue la intención de tener lugar en una cabaña alejada, la producción construyó el conjunto en un escenario de sonido. El diseñador de producción Jerry Wanek sintió que el set era realmente importante, ya que los espectadores se convertirían desinteresados al notar que el bosque parecía falso. Con Morgan cegado por los lentes de contacto amarillos para representar la posesión demoníaca de su personaje, el equipo de producción colocó sacos de arena en el suelo para ayudar al actor a localizar su marca.
Según Aycox, el exorcismo del demonio de Meg Masters tomó dos días en filmarse; el primer día de filmar duró 13 horas, mientras el segundo duró "cerca de medio día." En la escena siguiente al exorcismo, dónde Bobby se inclina a una moribunda Meg, Aycox y Ackles leen sus líneas fuera de pantalla así la reacción de Beaver podría ser grabada. Sin embargo, los dos estuvieron felices, ya que no paraban de reírse; para sorpresa de todos, Beaver fue capaz de mantener una cara seria. El set - la casa de Bobby Singer - se llenó de seis mil libros.